# Groep (Unix)
Binnen Unix-varianten heeft de term groep (Engels: group) betrekking op een groep gebruikers. Groepen hebben een "gid" of "group identifier". Dit is een nummer dat correspondeert met de groepnaam. Unix kent standaardgroepen en programma's kunnen ook hun eigen groep hebben. Deze groepen lopen van 0 tot 1000 met uitzondering van de groep "nogroup" die meestal de gid 65534 heeft. Gebruikersgroepen lopen op vanaf 1000. In het bestand /etc/group worden alle groepen bijgehouden.
Het voornaamste doel van groepen is het vereenvoudigen van toegangscontrole. Binnen een productiebedrijf kan er bijvoorbeeld een groep "inkoop" en een groep "werkvoorbereiding" aangemaakt worden. Een aantal directory's of mappen zijn toegankelijk voor de groep "inkoop" en andere mappen zijn toegankelijk voor de groep "werkvoorbereiding". Het voordeel van deze benadering is dat toegangsrechten niet per gebruiker geregeld hoeven te worden maar dat het volstaat een gebruiker lid te maken van een groep. Daarnaast kunnen gebruikers lid zijn van meerdere groepen. In het voorbeeld is dit de bedrijfsleider die zowel lid van "inkoop" als van "werkvoorbereiding" is. Als iemand van "inkoop" een nieuwe map aanmaakt dan kan dat alleen omdat die persoon de permissies daarvoor heeft. De nieuwe map erft daardoor de eigenschappen van de voorgaande map en is dus alleen toegankelijk voor leden van de groep "inkoop".